# AAUSat II
AAUSAT-II den anden studentersatellit fra Aalborg Universitet. Satellitten er af størrelsen cubesat som er en picosatellit med dimensionerne 10x10x13 cm. Satellitten har til videnskabeligt formål at teste en ny sensortype i rummet. Denne sensor kan måle Gamma-glimt. Satellitten er udelukkende designet og bygget af studerende på universitetet.
Blev opsendt 28. april 2008. 
Samme dag var det muligt at dekode informationer fra satellitten (envejs kommunikation).
Tovejs kommunikation lykkedes 6. juni 2008.

## Eksterne link
1. ↑  "Studerende jubler over succesfuld satellit-opsendelse – Nyheder – Presseservice – Aalborg Universitet (AAU)".

- Pico-satellit Arkiveret 25. februar 2008 hos  Wayback Machine
- AAUSAT-II historisk hjemmeside på https://studentspace.aau.dk